# Уэстсайд (тауншип, Миннесота)
Уэстсайд (англ. Westside) — тауншип в округе Ноблс, Миннесота, США. На 2000 год его население составило 258 человек.

## География
По данным Бюро переписи населения США площадь тауншипа составляет 91,4 км², из которых 91,4 км² занимает суша, водоёмов нет.

## Демография
По данным переписи населения 2000 года здесь находились 258 человек, 84 домохозяйства и 74 семьи.  Плотность населения —  2,8 чел./км².  На территории тауншипа расположено 88 построек со средней плотностью 1,0 построек на один квадратный километр. Расовый состав населения: 96,90 % белых и 3,10 % азиатов. Испанцы или латиноамериканцы любой расы составляли 4,65 % от популяции тауншипа.
Из 84 домохозяйств в 48,8 % воспитывались дети до 18 лет, в 78,6 % проживали супружеские пары, в 7,1 % проживали незамужние женщины и в 11,9 % домохозяйств проживали несемейные люди. 10,7 % домохозяйств состояли из одного человека, при том 6,0 % из — одиноких пожилых людей старше 65 лет. Средний размер домохозяйства — 3,07, а семьи — 3,34 человека.
32,6 % населения младше 18 лет, 7,0 % в возрасте от 18 до 24 лет, 28,7 % от 25 до 44, 22,9 % от 45 до 64 и 8,9 % старше 65 лет. Средний возраст — 34 года. На каждые 100 женщин приходилось 109,8 мужчин.  На каждые 100 женщин старше 18 приходилось 97,7 мужчин.
Средний годовой доход домохозяйства составлял 47 500 долларов, а средний годовой доход семьи —  49 063 доллара. Средний доход мужчин —  30 125  долларов, в то время как у женщин — 19 861. Доход на душу населения составил 15 518 долларов. За чертой бедности находились 12,3 % семей и 16,8 % всего населения тауншипа, из которых 22,1 % младше 18 и 37,5 % старше 65 лет.